# Boršice u Blatnice
Boršice u Blatnice é uma comuna checa localizada na região de Zlín, distrito de Uherské Hradiště.